# Barlastgatan

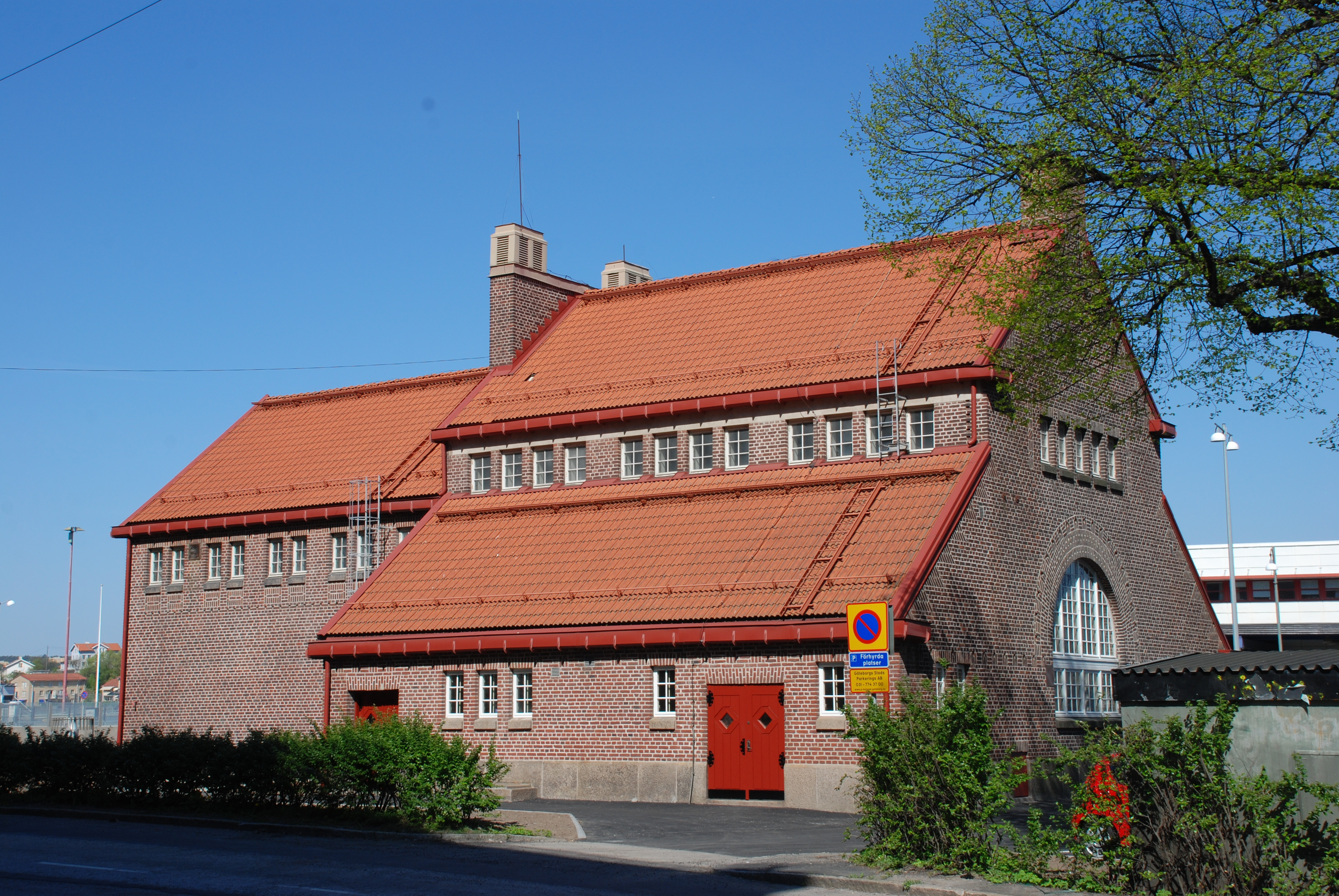
Pumpstationen vid Barlastgatan.

Barlastgatan är en gata inom stadsdelen Masthugget i Göteborg. Den sträcker sig från Andréegatan till Stigbergsliden.
Gatan fick sitt namn 1921. Från 1763 (officiellt stadfäst 1894) fanns där intill Barlastplatsen (Barlasttorget) efter den barlastkaj som låg där; platsen utgick ur stadsplanen 1920. För hamnens skydd mot uppgrundning genom barlast och andra föroreningar, vilket stadgades i hamnreglementet av den 30 juni 1752, fordrades en särskilt barlastplats och Bengt Wilhelm Carlberg gjorde år 1754 en ritning på en sådan.
Åren 1808 och 1809 förekom namnet Tjärhofsplanen, vilket syftar på ett tjärhov som fanns på platsen fram till år 1786. Söndagen den 12 augusti 1821, vid tiotiden på kvällen, utbröt en våldsam eldsvåda i handlande Th. Gavins hus nära "Balast-kajen". Elden spred sig vidare söderut, upp över Masthuggsbergen, och slukade 83 stycken hus.

## Pumpstationen
Vid Barlastgatan ligger en pumpstation. Den uppfördes år 1911 i nationalromantisk stil efter ritningar av arkitekterna Hans och Björner Hedlund. Den byggdes till 1938 och byggdes om invändigt 2014.